# Blasfilm
Blasfilme sind Kunststofffilme, die durch einen Extruder erzeugt werden.
Zur Herstellung eines Blasfilmes wird das Granulat des zu verwendenden Kunststoffes (PE, PP, PET) über einen Trichter in den Extruder eingeführt. Der Extruder besteht üblicherweise aus einer Extruderschnecke, die über einen Motor mit entsprechendem Reduziergetriebe angetrieben wird. Die Schnecke steckt in einem beheizten Rohr. Die Schnecke fördert das Kunststoffgranulat, welches durch die Schwerkraft von oben aus dem Trichter in das Extruderrohr gelangt, kontinuierlich in dem Rohr nach vorne in Richtung der Extruderdüse. Der Extruder wird von außen mit elektrischen Heizelementen beheizt. Dies ist besonders beim Anfahren notwendig. Im Weiteren wird das Granulat aber auch durch die Knet- und Förderarbeit der Schnecke so weit aufgeheizt, dass es zu Aufschmelzen des Granulates kommt. Je nach Schneckenform und Länge kann die Aufheizung und Schmelzung des Granulates sogar so hohe Temperaturen erreichen, dass auf eine äußere Beheizung verzichtet werden kann oder aber sogar eine Kühlung notwendig wird. In der Regel sind Extruder mit Temperaturregelungen ausgestattet, die sicherstellen, dass im gesamten Bereich der Schnecke die Schmelze eine möglichst gleichbleibende Temperatur aufweist.
So wird in dem Extruder der Kunststoff aufgeschmolzen und mit Druck gegen eine Düse gefördert. Am Ausgang des Extruders ist deshalb eine beheizte Düse angeordnet, aus der die Schmelze austritt. Es gibt neben den Breitschlitzdüsen für die Herstellung von Flachfilmen auch runde Düsen, die einen Schlauch erzeugen. In diesen Schlauch wird Luft eingeblasen, wodurch sich auf Grund der weiter vorne üblichen Flachlegung des Schlauches eine Blase bildet. Die Luft hat mehrere Funktionen, sie beheizt und kühlt den Kunststofffilm. Der Luftdruck erzeugt eine Kraft, mit der der Film gereckt wird. Die Reckung des Films erhöht die Durchsichtigkeit, Stabilität und Stärke. Man spricht in diesem Zusammenhang von einem Reckgrad in MD-Richtung (machine direction) und in TD-Richtung (transverse direction). Die Reckgrade können unterschiedlich sein und das Verhalten der Folie beeinflussen.
Nach dem Flachlegen der abgekühlten und gereckten Folie werden die Ränder der Folie aufgeschnitten und anschließend Ober- und Unterseite der Folie getrennt auf eigenen Wicklern aufgewickelt. Eine solche Folie nennt man üblicherweise eine Blasfolie oder einen Blasfilm. Insbesondere wird so eine PE-Folie hergestellt.
Der Folienblasprozess wird aber auch erfolgreich bei Mehrschichtfolien eingesetzt. Es gibt unter anderem 5- oder 7-Schicht-Blasfolien, die unterschiedliche Materialkombinationen aufweisen können. Jedes Material wird dabei durch einen eigenen Extruder aufgeschmolzen. Nachteilig bei Blasfolien ist oftmals das nicht ganz perfekte Dickenprofil, welches durch Temperaturschwankungen beim Recken verursacht wird.
Es gibt auch Blasprozesse, bei denen die Luft durch eine Wasserblase ersetzt ist. Dieser Prozess kommt insbesondere bei Polypropylen zum Einsatz, weil hier wesentlich größere Reckkräfte benötigt werden.
Neben den Blasfolien gibt es auch Flachfolien. Bei Flachfolien wird für die Verstreckung ein sogenannter Reckrahmen verwendet. Der Reckrahmen erzeugt die Reckkräfte die bei der Blasfolie durch den inneren Luftdruck der Blase erzeugt werden. Eine Flachfolienanlage besteht üblicherweise auch aus einem Extruder, einer Schlitzdüse, einigen Kühlwalzen, die man als „chill rolls“ bezeichnet, dem Reckrahmen und einem dahinter angeordneten Doppelwendeaufwickler für die kontinuierliche Aufwicklung der Folie. Bei der Reckung der Folie kommen unterschiedliche Verfahren zum Einsatz. Man spricht in diesem Zusammenhang von „monoaxial“ und „biaxial“ gereckten Folien. Ein besonderes Verfahren ist dabei die „simultane biaxiale“ Verstreckung der Folie. Dabei wird die Folie gleichzeitig in MD- und TD-Richtung verstreckt.
Die monoaxiale Reckung erfolgt in einer monoaxilaen Reckanlage. Eine solche Reckanlage besteht aus mehreren beheizten Walzen, die sich von Walze zu Walze schneller drehen und dadurch eine Verstreckung und Verlängerung der Folie in MD (machine direction) Richtung erzeugen. Am Auslauf der monoaxialen Reckanlage hat sich die Länge der Folie vergrößert, was durch eine mehrfach höhere Bahngeschwindigkeit sichtbar wird.
Um eine biaxiale Verstreckung zu erreichen, steht hinter der monoaxialen Reckanlage eine Querreckanlage bestehend aus 2 gegenüberliegenden Reckketten. Die Reckketten bestehen aus vielen miteinander verbundenen Kettenkluppen, die die Folie am linken und rechten Rand fassen und kontinuierlich in den Reckofen hineinziehen. Zunächst verlaufen die rechte und die linke Kette beim Einlauf in den Ofen parallel. In dieser Vorwärmzone wird die Folie auf Recktemperatur gebracht und gehalten. Danach erfolgt die eigentliche Reckzone, in der die beiden Kettenläufe divergieren. Das heißt, der Abstand zwischen den beiden Ketten erhöht sich kontinuierlich, bis das gewünschte Querreckverhältnis erreicht ist. Hinter der Reckzone erfolgt wieder eine Zone, in der die Ketten wieder parallel verlaufen. Diese Zone ist die Konditionierzone, in der durch Abkühlung der Folie die erreichten Eigenschaften der Folie fixiert werden. Am Auslauf aus dem Ofen hat die Folie annähernd wieder Raumtemperatur erreicht und die Kluppen der Reckketten öffnen sich automatisch, um die Folie aus der Spannung zu entlassen. Während die Folie nach beidseitigem Randbeschnitt weiter geradeaus zum Aufwickler läuft, kehren die Reckkluppen der beiden Reckketten wieder zurück an den Anfang des Ofens, wo sie wieder das Kluppenmaul öffnen, um die rechte und linke Seite der monoaxial vorgereckten Folie wiederum aufzunehmen.